# Keith Loach
Keith Loach (* 24. Dezember 1975 in Calgary, Alberta) ist ein kanadischer Skeletonfahrer.
Keith Loach lebt in Calgary und tritt seit 2002 in lokalen, seit 2003 in internationalen Wettbewerben an. Er wurde 2004 Fünfter bei den Nordamerikameisterschaften. Seit der Saison 2004/05 trat er zunächst im America’s Cup an und konnte häufiger gute Platzierungen erreichen. In der folgenden Saison belegte er hinter Yūki Nozawa den zweiten Rang der Gesamtwertung in diesem Wettbewerb. Hinzu kamen mehrere gute Ergebnisse unter den besten Zehn im Skeleton-Europacup. Sein Skeleton-Weltcup-Debüt gab Loach im Januar 2007 als Elfter in Nagano. Zu Beginn der Saison 2007/08 startete der Kanadier zunächst im neu geschaffenen Skeleton-Interkontinental-Cup. Hier erreichte er mehrere gute Ergebnisse, darunter einen dritten Platz in Königssee. Dadurch rückte er erneut in den Weltcup auf und startete in Cesana Pariol (14.). Bei den kanadischen Meisterschaften 2005 belegte er Platz drei, 2007 wurde er hinter Jon Montgomery Vizemeister.